# توني بيرز
توني بيرز (بالإنجليزية: Tony Beers)‏ هو لاعب كرة قدم أسترالية أسترالي، ولد في 7 نوفمبر 1962، وتوفي في 11 مايو 2018.

## وصلات خارجية
- توني بيرز على موقع AustralianFootball.com (الإنجليزية)
- توني بيرز على موقع AFLtables.com (الإنجليزية)